# Gmina Warnice
Die Gmina Warnice (deutsch Gemeinde Warnitz) ist eine Landgemeinde in der Woiwodschaft Westpommern in Polen. Sie gehört zum Powiat Pyrzycki (Pyritzer Kreis). Der Verwaltungssitz befindet sich in Warnice (Warnitz).

## Allgemeines
Die Landgemeinde liegt im Gebiet zwischen Jezioro Miedwie (Madüsee), Mała Ina (Faule Ihna) und Płonia (Plöne) und wird von dem Flüsschen Gowienica (Hufnitz) durchzogen, das in den Madüsee mündet.
Die Landgemeinde umfasst eine Fläche von 85,86 km² und steht damit flächenmäßig an genau der 100. Stelle der 114 Gemeinden der Woiwodschaft Westpommern. Gleichzeitig nimmt sie 11,8 % der Fläche des Powiat Pyrzycki ein. Die Gemeinde zählt etwa 3500 Einwohner. Alle Ortsteile haben die Postleitzahl 74-201.
Nachbargemeinden der Gmina Warnice sind:
- Przelewice (Prillwitz) und Pyrzyce im Powiat Pyrzycki,
- Stare Czarnowo (Neumark) im Powiat Gryfiński (Kreis Greifenhagen), und
- Dolice (Dölitz), Stargard (Stadt) sowie Gmina Stargard im Powiat Stargardzki (Kreis Stargard in Pommern).

## Gemeindegliederung
Die Landgemeinde Warnice ist mit ihren 14 Ortschaften in 13 Ortsteile („Schulzenämter“) untergliedert:
| - Barnim (Barnimskunow) - Cieszysław (Augusthof) - Dębica (Damnitz) - Grędziec (Schöningen) - Kłęby (Klemmen) - Nowy Przylep (Neu Prilipp) - Obryta (Groß Schönfeld) | - Reńsko (Schönbrunn) - Stary Przylep (Alt Prilipp) - Warnice (Warnitz) - Wierzbno (Werben) - Wójcin (Waitendorf) - Zaborsko (Sabes) |

Außerdem gehören der Wohnplatz Janowo (Johannisberg) und die Wüstung Seehof zum Gemeindegebiet.

## Verkehr

### Straßen
Die Gmina Warnice wird in Nord-Süd-Richtung von der Woiwodschaftsstraße 106 durchzogen, die hier zwischen Stargard und Pyrzyce auf einem Teilstück der Trasse der ehemaligen deutschen Reichsstraße 158 (Berlin–Lauenburg in Pommern) verläuft.

### Schienen
Seit 1882 verläuft durch das heutige Gebiet der Gmina Warnice die Eisenbahnlinie Stargard in Pommern–Pyritz, die 1899 bis nach Jädickendorf verlängert wurde und Anschluss an die Strecke nach Wriezen hatte. Der Abschnitt von Pyrzyce nach Godków wurde im Jahre 1992 stillgelegt, 2008 als Güterverkehrsstrecke zwischen Stargard und Kozielice reaktiviert und mittlerweile wieder stillgelegt. Die Gmina Warnice war mit den Bahnstationen Warnice-Dębica (Warnitz-Damnitz) und Obryta (Groß Schönfeld) an die Bahnstrecke angeschlossen.